# Dennis Wolf
Dennis Wolf (Tokmok, 30 ottobre 1978) è un culturista tedesco. 
Affiliato alla IFBB è famoso per aver vinto l'Arnold Classic nel 2011 e nel 2014.

## Biografia
Dennis Wolf è nato in Kirghizistan nell'ex USSR da una famiglia di origini tedesche. Dal 1989 al 1992, visse a Topki in Siberia. Nel 1992, si spostò a Marl in Germania. Dennis iniziò a praticare le arti marziali che lo introdussero nel mondo dei pesi e del bodybuilding. Dennis è conosciuto per la sua vita stretta e per l'ampiezza dei quadricipiti. Parla sia il russo che il tedesco. Torna molto spesso a visitare la Russia.
Entrò nel circuito professionistico IFBB nel 2005.
Partecipò per la prima volta al Mr.Olympia nel 2006 classificandosi 16º, mentre all'Arnold Classic partecipò la prima volta nel 2011 vincendo il titolo.
Nel 2013 è stato protagonista del documentario Generation Iron insieme ad altri partecipanti al Mr.Olympia.
Vinse l'Arnold Classic per la seconda volta nel 2014.
All'ultimo Mr.Olympia finora disputato nel 2015 si è piazzato al quarto posto.

## Vittorie conseguite e piazzamenti da professionista
- 2018 IFBB Arnold Classic - 12°
- 2015 IFBB EVL's Prague Pro - 4°
- 2015 IFBB Arnold Classic Europe - 3°
- 2015 IFBB Mr.Olympia - 4°
- 2014 IFBB San Marino Pro - 2°
- 2014 IFBB EVLS Prague Pro - 1°
- 2014 IFBB Arnold Classic Europe  - 1°
- 2014 IFBB Mr.Olympia - 4°
- 2014 IFBB Arnold Classic - 1°
- 2013 IFBB Arnold Classic Europe  - 3°
- 2013 IFBB Mr.Olympia - 3°
- 2012 IFBB EVLS Prague Pro - 1°
- 2012 IFBB Arnold Classic Europe - 2°
- 2012 IFBB Mr.Olympia - 6°
- 2012 IFBB Arnold Classic - 2°
- 2011 IFBB Sheru Classic - 5°
- 2011 IFBB Mr.Olympia - 5°
- 2011 IFBB Australian Pro - 1°
- 2011 IFBB Arnold Classic - 1°
- 2011 IFBB Flex Pro Show - 4°
- 2010 IFBB Mr.Olympia - 5°
- 2010 IFBB New York Pro - 3°
- 2010 NPC Top Form Classic - 1°
- 2009 IFBB Mr.Olympia - 16°
- 2008 IFBB Mr.Olympia - 4°
- 2007 IFBB Mr.Olympia - 5°
- 2007 IFBB Keystone Pro Classic - 1°
- 2007 IFBB New York Pro - 3°
- 2006 IFBB Mr.Olympia - 16°
- 2006 IFBB Grand Prix Spain - 3°
- 2006 Montreal Pro Championships - 5°
- 2006 IFBB Europa Supershow - 7°

## Vittorie conseguite e piazzamenti da amatore
- 2005 IFBB World Champion & Overall Winner
- 2005 WM-Qualifikation (IFBB) - 1°
- 2005 46 Deutsche Meisterschaft (IFBB) - 1° Pesi massimi e assoluto
- 2005 NRW-Landesmeisterschaft (IFBB) - 1° Pesi massimi e assoluto
- 2005 Int. Hessischer Heavyweight Champion-Pokal - 2°
- 2004 Deutsche Meisterschaft (Germering) (IFBB) - 2°
- 2004 NRW-Landesmeisterschaft (IFBB) - 1° Pesi massimi e assoluto
- 2002 Belgium Grand Prix - 1°
- 2002 Mr. Universum (WPF) - Vice World Champion Pesi massimi
- 2000 Internationale Deutsche Meisterschaft (IFBB) - 4° Pesi massimi
- 2000 NRW-Landesmeisterschaft (IFBB) - 1° Pesi massimi e assoluto
- 1999 NRW-Landesmeisterschaft  (IFBB) - 4° Pesi massimi
- 1999 Multipowerpokal (IFBB) - 4° Pesi massimi
- 1999 Newcomer (IFBB) - 2° Pesi massimi

## Filmografia
- Generation Iron, regia di Vlad Yudin (2013)